# Brian Aherne
Brian Aherne, född 2 maj 1902 i King's Norton i Worcestershire, död 10 februari 1986 i Venice, Florida i USA, var en brittisk skådespelare. Aherne började sin skådespelarbana på 1910-talet vid olika teatrar i England. Han kom till USA 1930 och debuterade på Broadway 1931. Han medverkade där i 13 föreställningar fram till 1960. Han filmdebuterade 1924, och gjorde sin sista filmroll 1967.
Aherne har en stjärna på Hollywood Walk of Fame vid adressen 1752 Vine Street.

## Filmografi i urval
- 1933 – Höga visan
- 1935 – En förtjusande pojke
- 1937 – En natt på värdshuset
- 1940 – Få äro utvalda
- 1940 – Fy på sej pappa!
- 1940 – Tänk om jag gifter mig med chefen!
- 1941 – Lärkan i skyn
- 1942 – Pass för den blonda!
- 1943 – Ett sånt fruntimmer
- 1946 – Sin egen fånge
- 1953 – Jag bekänner
- 1953 – Titanic
- 1956 – Svanen
- 1959 – Alla mina drömmar
- 1967 – Rosie!